# أنطوني مارتي
أنطوني مارتي (بالكتالونية: Antoni Martí Petit) (و. 1963  م) هو سياسي أندوري، ولد في إسكالديس أنجوردني.

## النشأة و التعليم
ولد مارتي في إسكالديس إنجورداني ودرس في المدرسة الوطنية العليا للهندسة المعمارية في تولوز (مدرسة تولوز الوطنية للهندسة المعمارية)، وهي جزء من جامعة تولوز الفيدرالية ميدي بيرينيه. وهو مهندس معماري.

## مناصب
تولى منصب رئيس وزراء أندورا ‏ (منذ 1 أبريل 2015)، ورئيس وزراء أندورا ‏ (12 مايو 2011–23 مارس 2015)، وعضو المجلس العام لأندورا ‏.

## التعليم
تعلم في المدرسة الوطنية العليا للعمارة في تولوز.